# Тимчук Іван Дмитрович

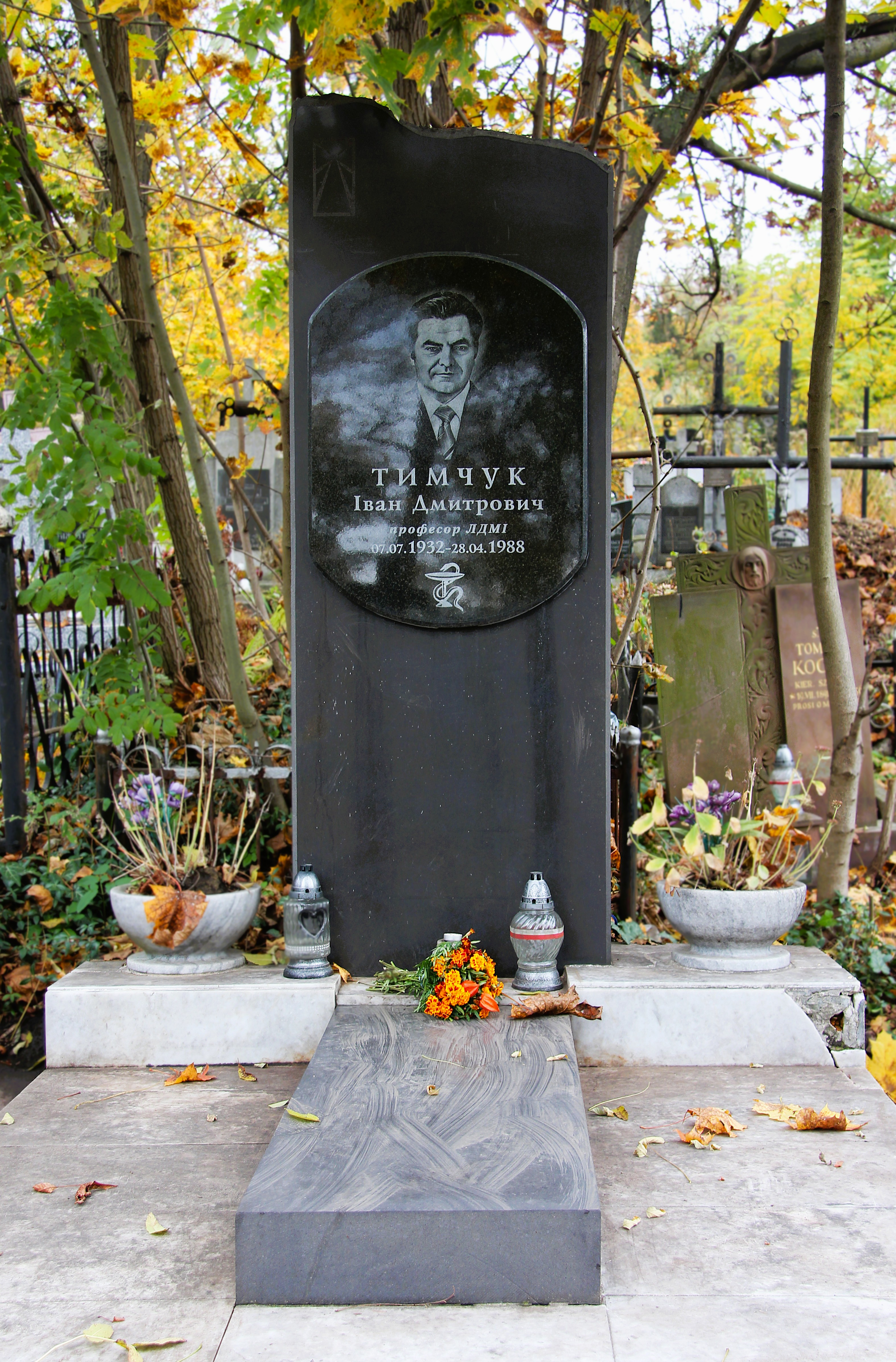
Нагробок на могилі професора І.Тимчука.

Іва́н Дми́трович Тимчу́к (7 липня 1932, с. Лисичники, нині Чортківського району Тернопільської області — 27 травня 1988, Львів) — український медик, науковець і практик, доктор медичних наук, професор.

## Життєпис
У семирічному віці втратив батька, згодом молодими померли сестри Тетяна, Марія та Ірена. Після закінчення 4-ох класів початкової школи в рідному селі навчався у Заліщицькій середній школі, яку закінчив 1951 року.
В 1951—1957 роках студіював медицину у Чернівецькому медичному інституті, після закінчення якого розпочав лікарську практику ординатором Заліщицького, пізніше − Тернопільського тубдиспансеру.
У 1959—1963 роках працював ординатором хірургічного відділення Тернопільської обласної лікарні, згодом завідувачем анестезіологічного відділення тієї ж лікарні.
З березня 1965 року трудова діяльність Тимчука пов'язана зі Львівським державним медичним інститутом, де посаду викладача плідно поєднав з науковою роботою.
1968 року захистив кандидатську дисертацію, яка лягла в основу монографії «Трихлоретиленове знеболювання», що вийшла 1971 року і до сьогодні залишається єдиним методичним посібником в анестезіологічній практиці.
З 1970 року він доцент і завідувач курсом анестезіології і реаніматології при кафедрі торакальної хірургії та анестезіології (завідувач кафедри проф. М. В. Даниленко).
1974 року захистив докторську дисертацію «Вплив різних концентрацій інгаляційних анестетиків на основні життєві функції хворих з серцевою і легеневою патологією», застосувавши вперше в анестезіологічній практиці газову хроматографію.
1975 року очолив новостворену кафедру анестезіології та реаніматології Львівського державного медичного інституту, одну з перших в Західному регіоні України, на якій успішно працював з 1977 року на посаді професора і до кінця свого життя.
Помер Іван Дмитрович 27 травня 1988 року. Похований у Львові на 18 полі  Янівського цвинтаря.

## Науковий доробок
Він є автором монографій «Трихлоретиленове знеболювання», «Интенсивная послеоперационная терапия», і «Справочник по анестезиологии», патенту на винахід, трьох авторських свідоцтв, опублікував більше 80 наукових праць. Під його керівництвом підготовлено 4 кандидати медичних наук, які працюють на педагогічній ниві і в галузі практичної медицини в Україні і за кордоном (Австрія).